# بروتيوميات مناعية

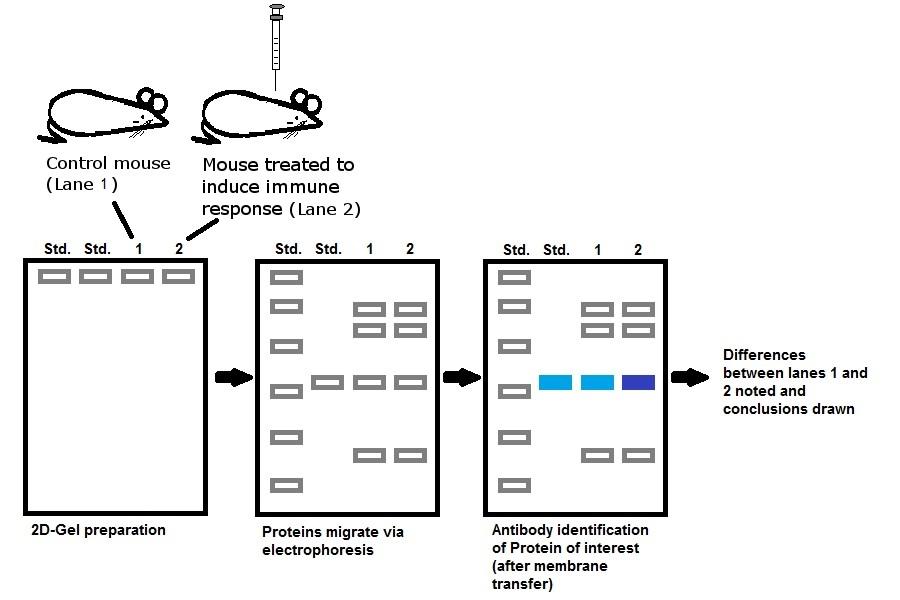

بروتيوميات مناعية وهو مصطلح مستخدم لتوصيف دراسة مجموعة كبيرة من البروتينات (بروتيوميات) المساهمة في الاستجابة المناعية.
أمثلة لتطبيقات البروتينات المناعية:
- تعريف عزل و مطيافية الكتلة لMHC (معقد التوافق النسيجي الكبير) للارتباط الببتيدي.
- توضيح وتعريف مستضد البروتين برابطة خاصة لل أجسام مضادة (أو كواشف أخرى ذات صِلة)
- بروتين المناعة النسبي لتعريف البروتينات والسبل المعدَّلة من قبل أحياء عدوى خاصة أو أمراض أو مواد سامة.

وكذلك يوحي المصطلح عادة بأن مطيافية الكتلة هي التقنية النهائية المستخدمة لتعريف البروتين.

## قراءات أخرى
- Purcell، A. W. Gorman J. J(آذار 2004) "طرق الكتلة بهدف دراسة الاستجابة المناعية" Molecular & Cellular Proteomics 3 (3): 193–208. مسترجع: 2006–11–21.

doi: R300013-MCP200
ببمد: 